# Петерсен, Ян (футболист)
Ян Пе́терсен (фар. Jan Petersen; род. 30 ноября 1970 года в Тофтире, Фарерские острова) — бывший фарерский футболист, защитник, известный по выступлениям за клуб «Б68».

## Карьера
Ян является воспитанником тофтирского «Б68». 1 мая 1990 года в матче чемпионата Фарерских островов против клуба «ВБ» состоялся его дебют за взрослую команду «Б68». Всего в своём первом сезоне защитник сыграл 11 игр в рамках первенства архипелага. В следующем году он отыграл столько же встреч фарерского чемпионата. В сезоне-1992 Ян принял участие в 13 матчах турнира, а его клуб стал чемпионом Фарерских островов. В 1993 году защитник дебютировал в еврокубках: 18 августа он отыграл весь первый матч квалификации Лиги чемпионов против хорватской «Кроации», а 1 сентября принял участие в ответной игре, в которой также провёл на поле все 90 минут. В том сезоне Ян впервые в карьере сыграл во всех 18 матчах фарерского чемпионата.
В 1994 году защитник пропустил начало сезона и в итоге отыграл 12 встреч в рамках первенства архипелага. 19 июня того же года в матче против рунавуйкского «НСИ» он забил свой первый гол за «Б68». В сезоне-1995 Ян снова ненадолго выбыл из состава тофтирцев и принял участие в 13 играх чемпионата. В 1996—1999 годах он был железным игроком основы «Б68»: в двух первых сезонах Ян провёл все 36 матчей в рамках первенства Фарерских островов, а в двух последующих пропустил всего 2 игры, отыграв 34 встречи. 19 апреля 1997 года защитник отметился хет-триком в кубковом поединке против «Ройна». В 2000 году Ян потерял стабильное место в основном составе и 3 сезона использовался в системе ротации команды. По окончании сезона-2002 он принял решение завершить свои выступления.

## Статистика выступлений
| Выступление      | Выступление      | Выступление      | Лига | Лига | Кубки | Кубки | Еврокубки | Еврокубки | Прочие | Прочие | Итого | Итого |
| Клуб             | Лига             | Сезон            | Игры | Голы | Игры  | Голы  | Игры      | Голы      | Игры   | Голы   | Игры  | Голы  |
| ---------------- | ---------------- | ---------------- | ---- | ---- | ----- | ----- | --------- | --------- | ------ | ------ | ----- | ----- |
| Б68              | Премьер-лига     | 1990             | 11   | 0    | 0     | 0     | 0         | 0         | 0      | 0      | 11    | 0     |
| Б68              | Премьер-лига     | 1991             | 11   | 0    | 2     | 0     | 0         | 0         | 0      | 0      | 13    | 0     |
| Б68              | Премьер-лига     | 1992             | 13   | 0    | 0     | 0     | 0         | 0         | 0      | 0      | 13    | 0     |
| Б68              | Премьер-лига     | 1993             | 18   | 0    | 1     | 0     | 2         | 0         | 0      | 0      | 21    | 0     |
| Б68              | Премьер-лига     | 1994             | 12   | 1    | 0     | 0     | 0         | 0         | 0      | 0      | 12    | 1     |
| Б68              | Премьер-лига     | 1995             | 13   | 0    | 10    | 1     | 0         | 0         | 0      | 0      | 23    | 1     |
| Б68              | Премьер-лига     | 1996             | 18   | 1    | 6     | 0     | 4         | 0         | 0      | 0      | 28    | 1     |
| Б68              | Премьер-лига     | 1997             | 18   | 2    | 5     | 6     | 0         | 0         | 0      | 0      | 23    | 8     |
| Б68              | Премьер-лига     | 1998             | 17   | 3    | 7     | 1     | 0         | 0         | 0      | 0      | 24    | 4     |
| Б68              | Премьер-лига     | 1999             | 17   | 3    | 3     | 0     | 0         | 0         | 0      | 0      | 20    | 3     |
| Б68              | Премьер-лига     | 2000             | 12   | 0    | 5     | 2     | 0         | 0         | 0      | 0      | 17    | 2     |
| Б68              | Премьер-лига     | 2001             | 14   | 0    | 6     | 1     | 2         | 0         | 0      | 0      | 22    | 1     |
| Б68              | Премьер-лига     | 2002             | 12   | 0    | 2     | 0     | 2         | 0         | 0      | 0      | 16    | 0     |
| Б68              | Итого            | Итого            | 186  | 10   | 47    | 11    | 10        | 0         | 0      | 0      | 243   | 21    |
| Всего за карьеру | Всего за карьеру | Всего за карьеру | 186  | 10   | 47    | 11    | 15        | 10        | 0      | 0      | 248   | 31    |

## Достижения
«Б68»
- Чемпион Фарерских островов (1): 1992

## Личная жизнь
Ныне Ян занимает пост директора по вопросам строительства в администрации коммуны Нес.